# Idaea imami
Idaea imami là một loài bướm đêm trong họ Geometridae.